# 怀米尔斯
怀米尔斯（英語：Wye Mills）是美国马里兰州塔爾博特縣的一个非建制地區，位于切萨皮克湾东岸，海拔约为4米。